# Topsy-Turvy (filme)
Topsy-Turvy (Brasil: Topsy-Turvy - O Espetáculo ) é um filme musical de drama de 1999 escrito e dirigido por Mike Leigh. 

## Sinopse
William Schwenck Gilbert  escreve as letras, enquanto que Arthur Sullivan escreve as canções. Durante anos, a dupla Gilbert-Sullivan foi sinônimo de originalidade e sucesso nos palcos de ópera inglesa. Mas, em 1884, o mais recente trabalho de ambos, “Princess Ida”, recebe apenas críticas mornas. Sullivan então rejeita a próxima ideia de Gilbert e a parceria entra em crise. Até que a esposa de Gilbert, Lucy, o leva uma nova exposição japonesa, que o apresenta uma cultura diferente e o inspira a embarcar numa nova produção, chamada “The Mikado”.

## Elenco
- Jim Broadbent – William Schwenck Gilbert
- Allan Corduner – Arthur Sullivan
- Timothy Spall – Richard Temple
- Lesley Manville – Lucy 'Kitty' Gilbert
- Ron Cook – Richard D'Oyly Carte
- Wendy Nottingham – Helen Lenoir
- Kevin McKidd – Durward Lely
- Shirley Henderson – Leonora Braham
- Dorothy Atkinson – Jessie Bond
- Martin Savage – George Grossmith
- Eleanor David – Srta. Fanny Ronalds
- Gary Yershon – Pianist no bordel

## Prêmios
O filme ganhou o Oscar de melhor figurino e maquiagem.